# Катерица на Коли
Катерицата на Коли (Sciurus colliaei) е вид бозайник от семейство Катерицови (Sciuridae).

## Разпространение
Видът е разпространен в Мексико.